# Линдси, Джейлин
Дже́йлин Чад Ли́ндси (англ. Jaylin Chad Lindsey; 27 марта 2000, Шарлотт, Северная Каролина, США) — американский футболист, правый защитник клуба «Шарлотт».

## Карьера

### Клубная карьера
Линдси присоединился к академии клуба MLS «Спортинг Канзас-Сити» в январе 2015 года. Сыграл более 30 матчей за команды «Спортинга КС» до 16 лет и до 18 лет. В 2016 году начал тренироваться с первой командой «Спортинга Канзас-Сити» и с фарм-клубом в USL «Своуп Парк Рейнджерс».
6 мая 2016 года Линдси подписал академический контракт со «Своуп Парк Рейнджерс», что не повлияло на его право на выступление в NCAA. За СПР он дебютировал 7 мая в матче против «Сент-Луиса», выйдя на замену вместо Уалефи на 85-й минуте, и тем самым стал первым американским футболистом, родившимся в 2000 году и позже, который сыграл в профессиональном матче.
15 сентября 2017 года «Спортинг Канзас-Сити» подписал с Линдси контракт по правилу доморощенного игрока, вступавший в силу 1 января 2018 года, сроком до конца сезона 2021 с опцией продления на сезон 2022. За «Спортинг КС» он дебютировал 3 июня 2018 года в матче против «Миннесоты Юнайтед», заменив получившего травму Сета Синовика на 60-й минуте. В конце марта 2019 года получил разрыв мениска левого колена, из-за чего пропустил четыре месяца. 22 мая 2021 года в матче против «Сан-Хосе Эртквейкс» забил свой первый гол в профессиональной карьере.
12 декабря 2021 года клуб-новичок MLS «Шарлотт» приобрёл Линдси за $100 тыс. в общих распределительных средствах. Сумма сделки могла увеличиться до $325 тыс. при условии достижения им определённых показателей. «Спортинг» сохранил за собой 15 % от суммы его возможной продажи в будущем. 26 февраля 2022 года он сыграл в матче стартового тура сезона против «Ди Си Юнайтед», ставшем для «Шарлотта» дебютом в MLS. 6 апреля Линдси продлил контракт с «Шарлоттом» до конца сезона 2024 с опцией на сезон 2025. 10 июня 2023 года в матче против «Сиэтл Саундерс» забил свой первый гол за «Шарлотт».

### Международная карьера
Линдси привлекался в сборные США до 14 лет и до 15 лет.
В составе сборной США до 17 лет Линдси принял участие в юношеском чемпионате КОНКАКАФ 2017. Попал в символическую сборную турнира. Принял участие в юношеском чемпионате мира 2017.
В составе сборной США до 20 лет Линдси стал победителем молодёжного чемпионата КОНКАКАФ 2018. Пропустил молодёжный чемпионат мира 2019 из-за травмы мениска.

## Достижения
Командные
 сборная США до 20 лет
- Чемпион КОНКАКАФ среди молодёжных команд: 2018

Личные
- Член символической сборной юношеского чемпионата КОНКАКАФ: 2017

## Статистика выступлений
| Выступление             | Выступление      | Выступление      | Лига | Лига | Плей-офф | Плей-офф | Кубок | Кубок | Континент | Континент | Итого | Итого |
| Клуб                    | Лига             | Сезон            | Игры | Голы | Игры     | Голы     | Игры  | Голы  | Игры      | Голы      | Игры  | Голы  |
| ----------------------- | ---------------- | ---------------- | ---- | ---- | -------- | -------- | ----- | ----- | --------- | --------- | ----- | ----- |
| Спортинг Канзас-Сити II | USLC             | 2016             | 2    | 0    | —        | —        | —     | —     | —         | —         | 2     | 0     |
| Спортинг Канзас-Сити II | USLC             | 2018             | 6    | 0    | —        | —        | —     | —     | —         | —         | 6     | 0     |
| Спортинг Канзас-Сити II | USLC             | 2019             | 14   | 0    | —        | —        | —     | —     | —         | —         | 14    | 0     |
| Спортинг Канзас-Сити II | USLC             | 2020             | 1    | 0    | —        | —        | —     | —     | —         | —         | 1     | 0     |
| Спортинг Канзас-Сити II | USLC             | 2021             | 3    | 0    | —        | —        | —     | —     | —         | —         | 3     | 0     |
| Спортинг Канзас-Сити II | Итого            | Итого            | 26   | 0    | —        | —        | —     | —     | —         | —         | 26    | 0     |
| Спортинг Канзас-Сити    | MLS              | 2018             | 7    | 0    | 0        | 0        | 3     | 0     | —         | —         | 10    | 0     |
| Спортинг Канзас-Сити    | MLS              | 2019             | 1    | 0    | —        | —        | 0     | 0     | 1         | 0         | 2     | 0     |
| Спортинг Канзас-Сити    | MLS              | 2020             | 12   | 0    | 2        | 0        | —     | —     | —         | —         | 14    | 0     |
| Спортинг Канзас-Сити    | MLS              | 2021             | 14   | 2    | 0        | 0        | —     | —     | 1         | 0         | 15    | 2     |
| Спортинг Канзас-Сити    | Итого            | Итого            | 34   | 2    | 2        | 0        | 3     | 0     | 2         | 0         | 41    | 2     |
| Шарлотт                 | MLS              | 2022             | 26   | 0    | —        | —        | 1     | 0     | —         | —         | 27    | 0     |
| Шарлотт                 | MLS              | 2023             | 14   | 1    | —        | —        | 3     | 0     | 5         | 0         | 22    | 1     |
| Шарлотт                 | Итого            | Итого            | 40   | 1    | —        | —        | 4     | 0     | 5         | 0         | 49    | 1     |
| Всего за карьеру        | Всего за карьеру | Всего за карьеру | 100  | 3    | 2        | 0        | 7     | 0     | 7         | 0         | 116   | 3     |

Источники: Transfermarkt, Soccerway, Footballdatabase.eu.